# 苏报
《苏报》是清末具有民主革命倾向的政论报刊，光绪二十二年五月十六日（1896年6月26日）由中国人胡璋在上海创办，初期以“日商”名义出版，后因经营不善由陈范收购接管，开始成为具有政论性质的报刊，宣扬维新改良，倡议保皇变法。自1902年冬始，逐渐由民主改良的政治立场转向革命，与中国教育会、爱国学社等革命派团体联系密切。光绪二十九年五月一日（1903年5月27日），章士钊出任《苏报》主笔，随后开展“大改良”整顿，主张反满革命，抨击保皇立宪之说，言辞论说激烈。1903年6月下旬，清政府联合上海租界对《苏报》有关人员实施拘捕，7月，《苏报》被正式查封停刊，史称“苏报案”。

## 报刊历史

### 办报背景

#### 维新派办报及上海民族报业发展
甲午中日战争后，中国人自办的报刊数量急剧增加，民族报业开始蓬勃发展，以“议论政治”为主要内容的政论性报刊则是知识分子鼓吹思想、开展活动的重要工具之一，在戊戌变法运动中，办报更是成为了维新派人士的活动枢纽，而作为重要通商口岸及列强租界所在区，上海成为了这一时期全国出版事业最蓬勃的地方。但彼时革命报刊的数量显著不足，1899-1902年间，《中国日报》《国民报》《大陆报》等革命报刊才相继问世，且戊戌变法前后的中国思想界一直受到康梁二人保皇立宪主张的影响，革命思想的传播十分困难。

#### 陈范及其办报思想
陈范原为江西铅山知县，后因处理教案一事遭到罢官，在接办《苏报》时正是官场失意的官僚知识分子身份，其兄陈鼎因戊戌变法失败被清廷判处永久监禁，他由是心怀对于官场时局的愤懑，以及救亡图存的立场开始办报。在《苏报》由维新改良向革命派立场转型的过程中，陈范本人也深受时局变动及思想潮流影响，产生了显著的观点转变，他也被认作是推动《苏报》实现政治思想转型的关键人物之一。

### 创刊
1896年6月，《苏报》在上海创刊，胡璋（铁梅）担任报馆经营者，并以其日本妻子生驹悦之名在日本驻上海总领事馆注册，馆址最初位于上海四马路外滩，后迁至棋盘街中市。该报在内容发行、资金来源、人事管理等方面都同当时的日本政府人员关系密切，时任主笔的是邹弢，刊登的多为不受关注的消息议论。后因刊登黄色新闻，以及生驹悦、邹弢因索贿行骗一事发生诉讼而声名狼藉，加之经营不善、资金亏空，遂于戊戌政变前后全部出让。

### 陈范接办初期
1900年，《苏报》由陈范收购，并由他及其妹婿汪文博一并编撰经营，《苏报》自此正式由一份“日商”报纸，变为中国人自办的民族报刊。接办初期，陈范主要秉持维新派“保皇变法”的立场，对于光绪帝废立、清末新政施行等实事发表政治评论，彼时的《苏报》规模较小，人员、资金也十分紧缺，在上海政界、言论界的影响力都相对较弱，但其政论观点却受到了保皇派内部的重视，《清议报》《新民丛报》都曾转载过其相关内容。虽然具有浓厚的改良派色彩，《苏报》也曾对清廷官员腐败、媚外行为做出揭露和评议。

### 开设“学界风潮”专栏
光绪二十八年十月十七日（1902年11月16日），上海南洋公学发生大规模的学生退学事件，《苏报》迅速报道此事并对学生表示同情，随后便增设“学界风潮”一栏，专门报道各地退学潮事件，揭露各地学堂的腐败，支持学生的新学思想。光绪二十八年九年二月初一（1903年2月27日）后的《苏报》共分为“论说”、“时事要闻”、“世界要闻”、“时论择要”、“专件择要”、“学界风潮”、“新书介绍”、“来函”、“各省纪事”、“本埠纪事”及“新谐录雅”各栏。
上海南洋公学学潮事件发生后，蔡元培领导成立了由其退学生组成的爱国学社，并与《苏报》签订协议，由学社教员撰文在报馆发表，报馆则给予学生资助。这一时期，《苏报》同爱国学社，以及同年4月成立的中国教育会来往密切，以学界为对象的教育报道及评论迅速增加，并一度成为鼓吹学潮思想、声援学生爱国运动的言论阵地。这也是《苏报》由改良派政治立场向民主革命倾斜的重要转折点。

### 章士钊主笔时期
1903年5月，爱国学社成员章士钊正式担任《苏报》主笔，并于同年6月1日对《苏报》内容进行了“大改良”。此前，上海各界及留日学生群体间掀起了拒俄运动的浪潮，排满思想在上海言论界迅速扩张，《苏报》受其影响曾刊登过多篇抵制清政府、倡议反满革命的激烈政论。
在章士钊负责笔政后，章太炎、邹容等人担任撰稿人，《苏报》革命化的趋势愈发明显，刊登多篇包括《敬告守旧诸君》《读革命军》《康有为与觉罗君之关系》等立场鲜明的革命文章，在“排满”和“排康”两大主张下，严辞打击保皇派思想，并鼓吹针对清政府的民主革命。而自光绪二十九年五月十二日（1903年6月7日）起，《苏报》直接取消了“论说”栏目，将言辞激烈的文章归入“来稿”这一新栏目，以避免清政府直接追责。

### 停刊
1903年6月中旬，随着上海革命团体的日趋活跃，清政府正式针对《苏报》向上海租界提出控诉，6月30日，上海租界工商部对陈范、章太炎、邹容等报馆人员发出拘票，章、邹二人被捕入狱，上海租界会审公廨也针对这一由清政府作为起诉方的案件展开会审，最终章太炎被判处监禁3年，邹容被判处监禁2年。同年7月，迫于清政府与上海租界的双重压力，《苏报》永久停刊，这一案件也被称作“苏报案”。
截止被迫停刊之时，《苏报》出版共7年零11日，发行2513号。在《苏报》停刊后，又出现了几份民主革命报刊作为其延续，其中包括由章士钊主编的《国民日日报》、蔡元培参与编辑的《警钟日报》等。

## 主要内容及思想
自1896年创刊，至1903年被查封停刊，《苏报》在报刊性质、政治立场、人事情况等方面都发生了重大的变化，先后经手两位馆主，并曾有四位主编，因此，在不同时期，《苏报》的主要内容及思想也有着较大的差异。而论及对当时政治局势和影响以及对于后世的思想遗产价值，1902年及之后内容的意义则显得尤为重大，在这一时期，《苏报》与上海学界的联合使其迅速走上了革命的道路，并与改良派划分出明显的界限，一度成为中国教育会和爱国学社公开的言论机关，对辛亥革命的产生起到了重大的推动作用。

### 鼓吹学潮
“学界风潮”一栏开设初期，其记载内容还十分简略，以各地学生运动的报道纪要为主，而1903年6月的“大改良”开始后，“学界风潮”的内容编辑受到了重视，开始采取更大的字体印刷，言辞也愈发激烈，其刊登学潮内容之多、言论之强烈，使得《苏报》逐渐成为了鼓吹学潮的理论基地。其中刊登的一篇文章指出，学潮运动“欲由破坏而趋于建设，虽博嚣张傈薄之名于守旧口中、官场眼里，然中国前途之希望遂系之矣”（《论江西学堂学生无再留学之理》（来稿），《苏报》“学界风潮”），直接指出了旧学堂制度的弊病，并对学生作为革命原动力的力量及其新文化观念予以肯定。

### 主张反满革命
拒俄运动后，《苏报》就呈现出一定的排满革命情绪，其论说内容逐渐由联合学界宣扬学潮与新式教育向政治运动转变。光绪二十九年四月十七日（1903年5月13日），《苏报》刊登《敬告守旧诸君》一文，文章宣称：“居今日而欲救吾同胞，舍革命外无他术，非革命不足以破坏，非破坏不足以建设，故革命实救中国之不二法门也”（《敬告守旧诸君》，《苏报》“来稿”。此后，《苏报》频繁利用各类社会新闻宣传反满革命，1903年5月，《苏报》编者在明知消息不实的情况下，刊登了“北京大学堂学生因秘密结社被杀害”一事，目的便是鼓吹“中央革命”的革命理论。
1903年6月，邹容的《革命军》出版，引起巨大反响。《苏报》不仅对其进行“新书推介”，还刊登了《读革命军》《序革命军》等文章，将其作为“当今国民教育之第一教科书”，章太炎更是在《序革命军》中指出：“改制同族，谓之革命；驱逐异族，谓之光复”（《序革命军》，《苏报》“来稿”），这一时期，《苏报》对于清政府的统治呈现出极端的不满，发觉“保皇”之策无法救亡图存，并由此转向针对清廷的暴力革命。

### 宣扬俄国虚无党及其革命运动
自1903年起，《苏报》多次对俄国虚无党人及其国内进行的虚无主义运动进行报道、评议，借此鼓励中国学生的学生运动，传播反清政府统治的革命思想。光绪二十九年五月二十四日（1903年6月19日）《苏报》刊登了一篇题为《虚无党》的论说，指出“旧俄国之寿命殆将为所斩绝，而造出灿烂庄严之新政府无疑矣”（《虚无党》，《苏报》“论说”），提出中国和俄国的国情具有一定的相似性，主张学习虚无党的革命理论及实践。

### 驳击保皇立宪派
自“大改良”后，抨击康有为等改良派的保皇立宪之说，成为了《苏报》宣传民主革命的又一宣传手段，《康有为》一文就公开指出：“戊戌之保皇，不能行于庚子之勤王；庚子之勤王，不能行于今后之革命”“康有为必欲为革命之反动力”（《康有为》，《苏报》“论说”），攻击直指康有为本人的政治立场以及改良道路的不可行性。这一时期，《苏报》还刊登了《反面之反面说》《呜呼保皇党》《康有为与觉罗君之关系》等鲜明反对改良派立场的文章，并推介章太炎的著作《驳康有为书》，其与保皇立宪派的敌对可见一斑。
而在此时的上海报刊业，《苏报》与改良派、保守派报刊的对立也十分明显，1903年6月，《苏报》与改良派报刊《中外日报》针对“革命的可行性”一事展开了激烈的辩论，《苏报》多篇驳论的文章指出，将推行立宪制度寄希望于满族皇室不仅是不合理的，还无法改变满汉不平等的格局，只有通过革命完全推翻专制制度才能实现国民的自由、国家的大义。

## 影响
《苏报》在中国近代历史，尤其是民主革命的历程中有着巨大的意义，是宣扬革命理论的重要开端。其影响随着发展阶段的转变而呈现出一定的变化，总体而言，在转向革命立场后，由于鲜明的政治观点，以及具有强烈煽动性的论说，其社会影响力是空前的，从当时的时局来看，《苏报》不仅着重凸显了学生群体在革命中的重要作用，积极动员爱国学生参与民主革命，还通过启蒙民智、传播新思想，为辛亥革命中一系列革命的发生创造了舆论条件，同时也是后续一系列革命报刊创办的思想源头。而其前后内容的巨大差异也彰显出中国清末思想界现实情况的复杂性，以及迫切要求反帝反封建的时代背景，具有重大的史学意。

## 相关词条
- 陈范
- 章士钊
- 苏报案
- 辛亥革命
- 国民日日报